# Estação de Radar N.º 1

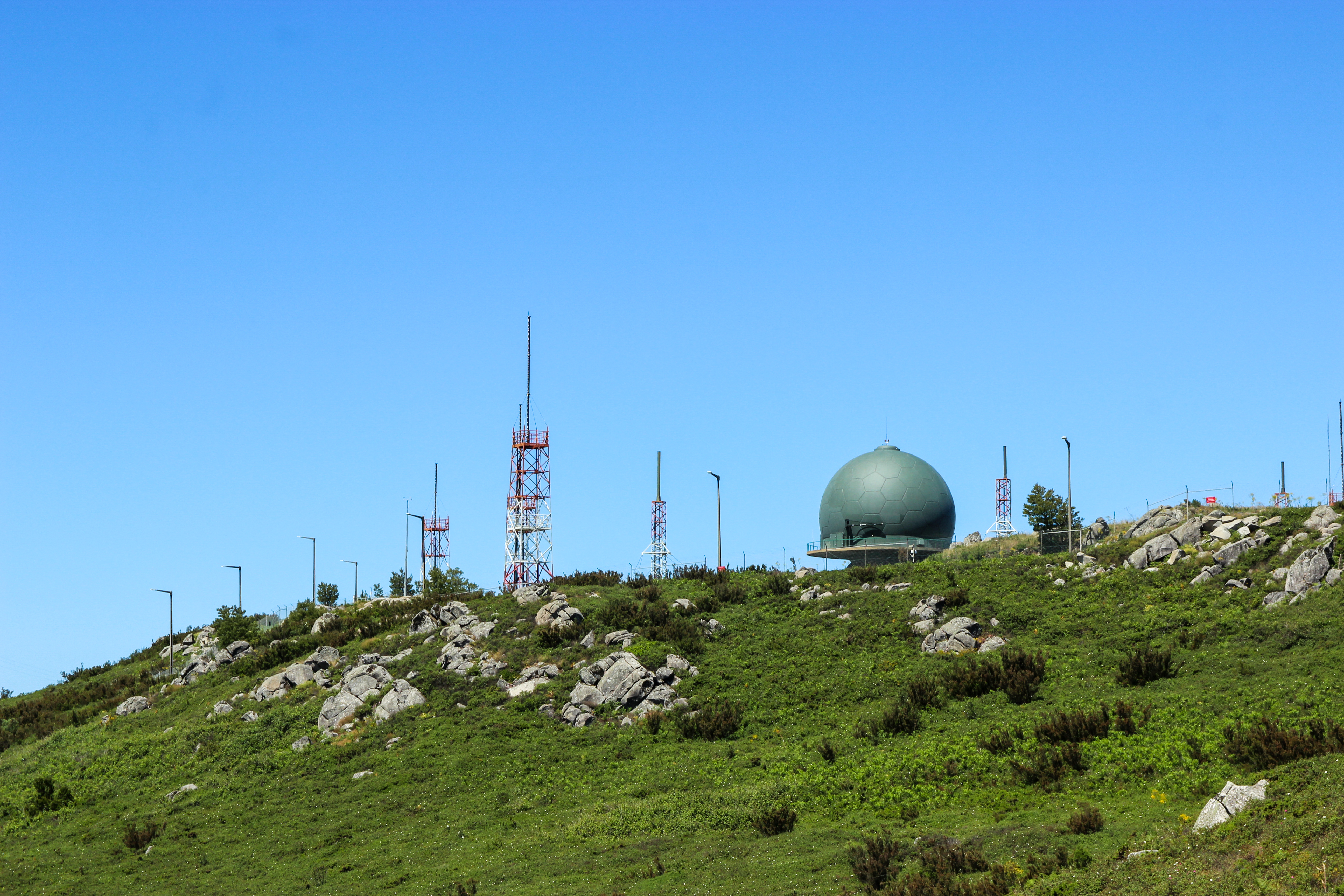
Estação de Radar N.º 1 em junho de 2018.

A Estação de Radar N.º 1 é uma unidade da Força Aérea Portuguesa. Situa-se em Foia, na Serra de Monchique, no Algarve, faz parte do Sistema de Controlo Aéreo de Portugal.
Depende do Comando Aéreo, 
da Força Aérea e foi organizada como unidade em 20 de março de 1996.
37° 18′ 54″ N, 8° 35′ 45,6″ O